# Acacia enervia
Acacia enervia — вид квіткових рослин з родини бобових. Ареал: Австралія (Західна Австралія).

## Середовище проживання
Зазвичай росте на солончаках, рівнинах, озерах і скелястих пагорбах, зазвичай росте на піщаних або суглинистих ґрунтах і рідко на глинистих ґрунтах.

## Біоморфологічна характеристика
Цей кущ або дерево зазвичай досягає висоти від 0.6 до 4 метрів і має щільний, округлий або зворотно-конічний габітус з голими і злегка кутастими гілочками. Вічнозелені філодії плоскі, від лінійних до вузько-ланцетних, мають довжину від 2 до 8.5 см і ширину від 0.8 до 6 мм з багатьма близько паралельними нечіткими або чіткими жилками. Цвіте з серпня по жовтень і дає жовті квітки.